# Roman Piętka

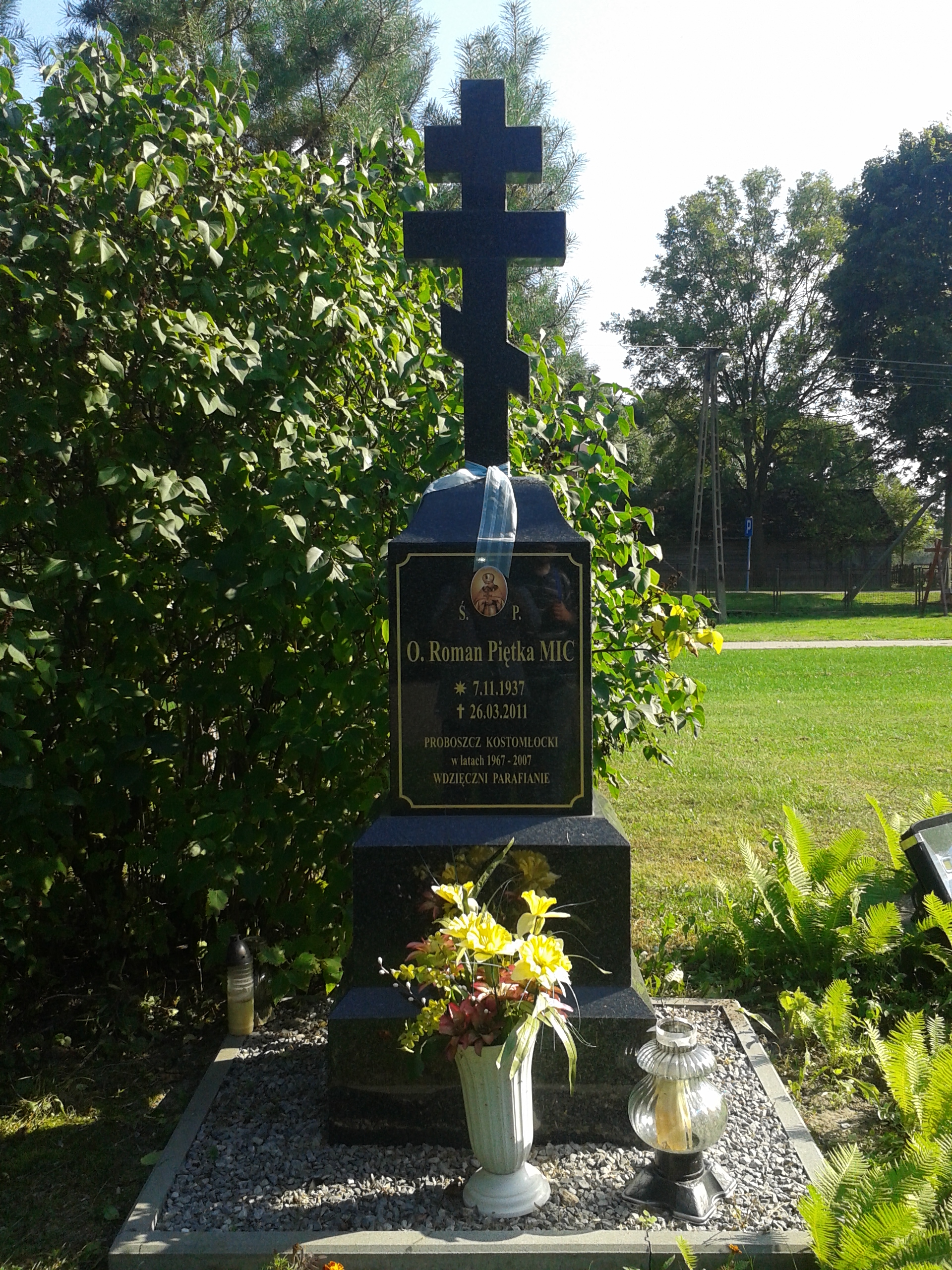
Pomnik duchownego w sąsiedztwie cerkwi św. Nikity w Kostomłotach

Roman Piętka MIC właśc. Ryszard Piętka (ur. 7 listopada 1937 w Nowej Ostrołęce, zm. 26 marca 2011 w Lublinie) – polski duchowny katolicki, archimandryta, marianin, proboszcz parafii św. Nikity Męczennika w Kostomłotach w latach 1969–2007.

## Życiorys
Pochodził z rodziny rolniczej z Mazowsza. Syn Stanisława Piętki i Stanisławy z domu Łuczak. Kształcił się w Liceum Ogólnokształcącym w Górze Kalwarii. W 1953 roku przerwał edukację w szkole średniej i wstąpił do zgromadzenia księży marianów. Podczas nowicjatu zdał egzamin maturalny. Po złożeniu ślubów zakonnych rozpoczął studia filozoficzne i teologiczne w klasztorze w Gietrzwałdzie oraz w seminarium duchownym we Włocławku. W 1964 roku przyjął święcenia kapłańskie z rąk biskupa Kazimierza Majdańskiego. 
W latach 1965–1970 studiował filologię klasyczną na Wydziale Humanistycznym Katolickiego Uniwersytetu Lubelskiego. W latach 1982–1995 był wykładowcą języka łacińskiego i greki w Wyższym Seminarium Duchownym Marianów w Lublinie oraz na Wydziale Teologicznym KUL.
Od lat 60. XX wieku jego zainteresowania skupione były na katolickich obrządkach wschodnich. W 1966 roku otrzymał zgodę przełożonego generalnego zakonu marianów, biskupa Czesława Sipowicza na odprawianie liturgii bizantyjskiej i przeszedł na obrządek bizantyjsko-słowiański. Od 1968 roku był wikariuszem, a od 1969 roku proboszczem jedynej w Polsce parafii neounickiej obrządku bizantyjsko-słowiańskiego.
W czasie swego wieloletniego pobytu w Kostomłotach przeprowadził gruntowną renowację zabytkowej greckokatolickiej cerkwi. Przetłumaczył również z języka cerkiewnosłowiańskiego na polski najważniejsze bizantyjskie teksty liturgiczne, z których Boska Liturgia św. Jana Złotoustego została przezeń wydana drukiem.
W 1998 roku został podniesiony przez Watykańską Kongregację Kościołów Wschodnich do godności archimandryty. W latach 1998–2007 był przełożonym klasztoru marianów w Kostomłotach oraz opiekunem Sanktuarium Unitów Podlaskich. W 1998 roku został odznaczony przez kardynała Józefa Glempa złotym medalem Ecclesiae Populoque servitium praestanti.
We wrześniu 2007 roku przeszedł na emeryturę ze względu na wiek i stan zdrowia. Kostomłocka parafia przeszła pod jurysdykcję biskupa Zbigniewa Kiernikowskiego, a jej proboszczem został ksiądz Zbigniew Nikoniuk.
Będąc na emeryturze mieszkał w Mariańskim Domu Studiów pw. Świętych Cyryla i Metodego w Lublinie. Zmarł 26 marca 2011 r. w Centrum Onkologii Ziemi Lubelskiej.

## Publikacje
- Roman Piętka: Żywot Świętego Męczennika Nikity "Nicetas". 1985. Brak numerów stron w książce
- Roman Piętka: Menologion. Kostomłoty: 2007. ISBN 978-83-7502-038-0. Brak numerów stron w książce